# Ковцун, Дмитрий Марьянович
Дмитрий Марьянович Ковцун (укр. Дмитро Мар’янович Ковцун; род. 29 сентября 1955, Мухавка, Тернопольская область) — советский и украинский легкоатлет, специалист по метанию диска. Выступал за сборные СССР и Украины по лёгкой атлетике в 1978—1994 годах, призёр Кубка Европы и Игр доброй воли, победитель первенств национального значения, участник летних Олимпийских игр в Барселоне. Представлял Москву и Киев, спортивное общество «Трудовые резервы». Мастер спорта СССР международного класса. Тренер по лёгкой атлетике.

## Биография
Дмитрий Ковцун родился 29 сентября 1955 года в селе Мухавка Чортковского района Тернопольской области Украинской ССР.
Начал заниматься лёгкой атлетикой в 1971 году, в разное время проходил подготовку под руководством тренеров Д. С. Дякуна, О. Я. Григалки, А. П. Бондарчука. С 1974 года состоял в юниорской сборной СССР, в 1976 году на Кубке Москвы выполнил нормативы мастера спорта в метании диска и толкании ядра. Окончил ГПТУ № 23 в Москве (профессия — слесарь-инструментальщик) и позже Московский областной государственный институт физической культуры. Представлял добровольное спортивное общество «Трудовые резервы».
Впервые заявил о себе на международном уровне в сезоне 1978 года, когда вошёл в состав советской национальной сборной и выступил на чемпионате Европы в Праге, где с результатом в 61,84 метра стал в метании диска седьмым.
В 1979 году на чемпионате страны в рамках VII летней Спартакиады народов СССР в Москве взял в метании диска бронзу.
В 1981 году одержал победу на зимнем чемпионате СССР в Сочи и стал бронзовым призёром на летнем чемпионате СССР в Москве, тогда как на Кубке Европы в Загребе занял второе место в личном и командном зачётах. Будучи студентом, представлял страну на летней Универсиаде в Бухаресте, где оказался в своей дисциплине четвёртым.
В 1982 году был вторым и третьим на зимнем и летнем чемпионатах СССР соответственно, показал девятый результат на чемпионате Европы в Афинах. По итогам сезона удостоен почётного звания «Мастер спорта СССР международного класса».
На чемпионате СССР 1984 года в Донецке превзошёл всех соперников в метании диска и завоевал золотую медаль.
В 1985 году на чемпионате СССР в Ленинграде получил бронзовую награду.
В 1986 году выиграл серебряную медаль на Играх доброй воли в Москве, уступив в метании диска только Ромасу Убартасу.
В 1987 году победил на зимнем чемпионате СССР в Адлере и стал серебряным призёром на летнем чемпионате СССР в Брянске.
В 1988 году добавил в послужной список бронзовую награду, полученную на зимнем чемпионате СССР по длинным метаниям в Адлере.
В 1992 году выиграл бронзовые медали на зимнем и летнем чемпионатах СНГ. Благодаря череде удачных выступлений вошёл в состав Объединённой команды, собранной из спортсменов бывших советский республик для участия в летних Олимпийских играх в Барселоне — в финале метнул диск на 62,04 метра, расположившись в итоговом протоколе соревнований на седьмой строке.
После распада Советского Союза Ковцун ещё в течение некоторого времени представлял на международной арене украинскую национальную сборную. Так, в 1993 году в составе команды Украины он отметился выступлением на чемпионате мира в Штутгарте, а в 1994 году стартовал на Играх доброй воли в Санкт-Петербурге.
Ещё будучи действующим спортсменом, в 1982 году окончил Киевский государственный институт физической культуры и с 1984 года осуществлял тренерскую деятельность. Подготовил ряд титулованных легкоатлетов, в их числе Ю. Викпиш, И. Захарченко, А. Немчанинов, В. Сидоров. Заслуженный тренер Украины (1995). В 2009—2012 годах занимал должность старшего тренера сборной команды Украины.